# Dessel

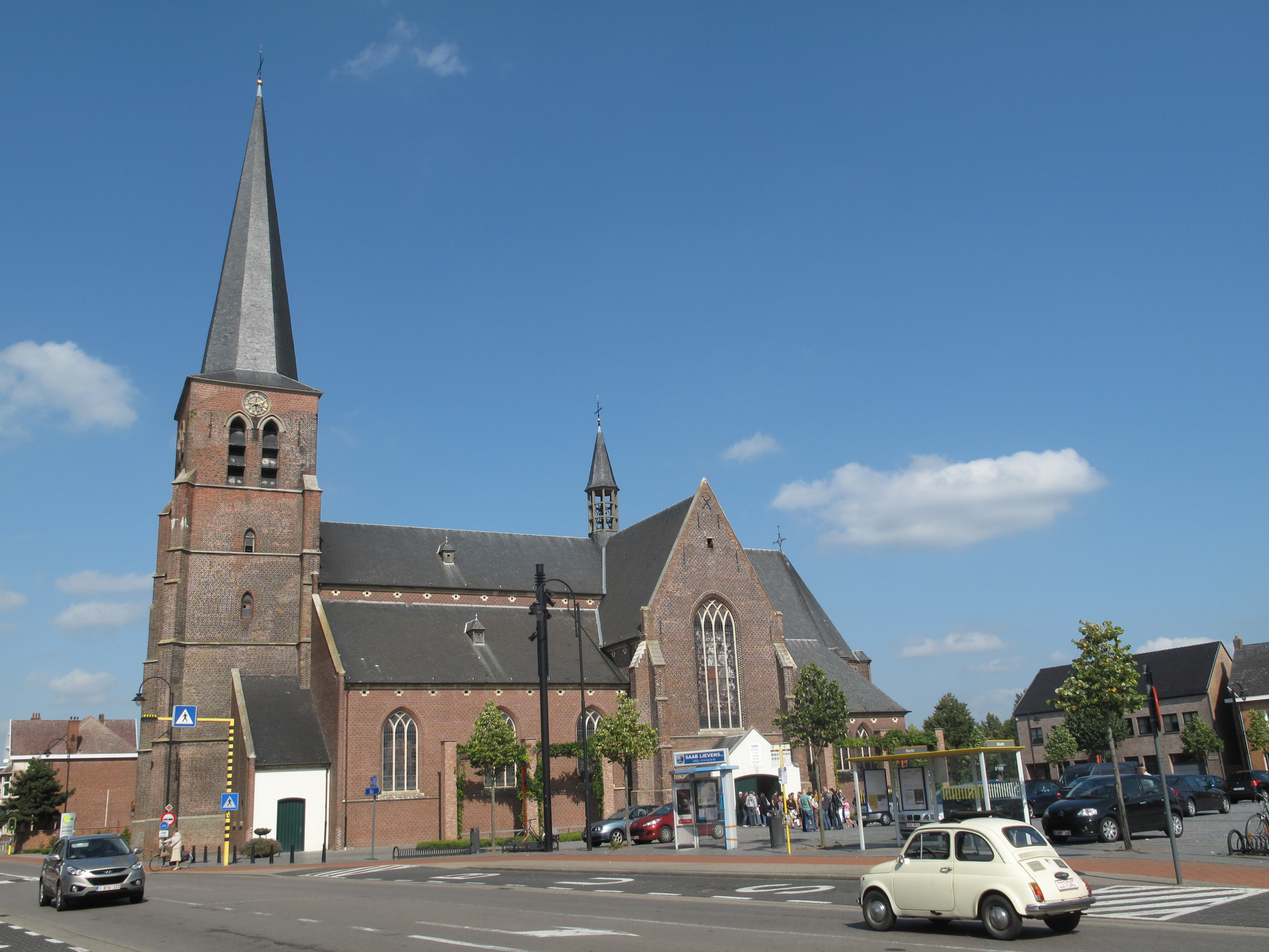
Dessel, parochiekerk Sint Niklaas

Dessel is een plaats en gemeente in de Belgische provincie Antwerpen. Ze behoort tot het kieskanton en het gerechtelijk kanton Arendonk en is een van de Zeven Heerlijkheden.

## Geografie
De gemeente ligt in de Kempen, op zo'n 15 km van Turnhout. Ten zuiden loopt het Kanaal Bocholt-Herentals.

### Kernen
Naast Dessel-centrum liggen in de gemeente de gehuchten Witgoor, Brasel, en Heide. Dessel telt ruim 9.000 inwoners.

### Aangrenzende gemeenten
| Aangrenzende gemeenten | Aangrenzende gemeenten | Aangrenzende gemeenten | Aangrenzende gemeenten | Aangrenzende gemeenten |
| ---------------------- | ---------------------- | ---------------------- | ---------------------- | ---------------------- |
| Retie                  |                        |                        |                        |                        |
|                        |                        |                        |                        |                        |
|                        |                        |                        |                        |                        |
|                        |                        |                        |                        |                        |
|                        |                        |                        |                        | Mol                    |

## Bezienswaardigheden
- De Boeretang, een historische hoevesite, waarvan de geschiedenis tot de 13de-14de eeuw teruggaat. De oudste bebouwing zou tot de 16de eeuw teruggaan.

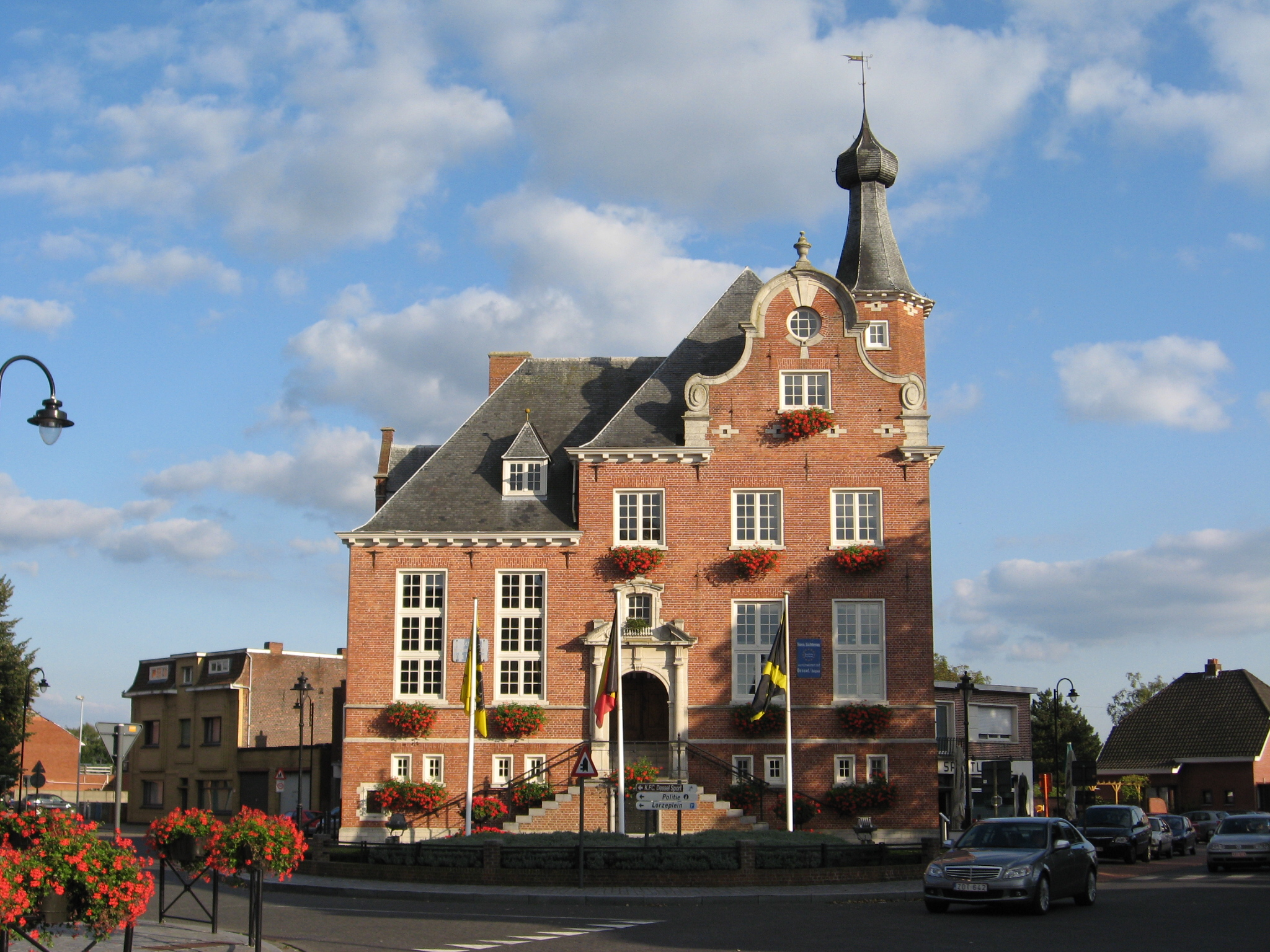
Oud gemeentehuis van Dessel

- Het Oud Gemeentehuis in eclectische stijl, gebouwd in de periode 1932-1934.
- De pomp op de markt dateert uit 1842 en werd ontworpen door Pieter Jozef Taeymans
- De Sas 4-Toren te Witgoor, aan het kruispunt van het Kanaal Dessel-Turnhout-Schoten, het Kanaal Dessel-Kwaadmechelen en het Kanaal Bocholt-Herentals.
- De Sint-Niklaaskerk.
- De classicistische pastorie uit 1778.
- De Heilig-Kruiskapel
- Het orgel van de Heilige-Familiekerk in het gehucht Witgoor is beschermd als monument.

## Natuur en landschap
Dessel ligt in de Kempen, op een hoogte van ongeveer 30 meter. De gegraven waterlopen zijn het Kanaal Bocholt-Herentals in het zuiden, De Gracht in het oosten en het Kanaal Dessel-Turnhout-Schoten parallel daaraan verder naar het oosten. Natuurlijke waterlopen zijn de Witte Nete in het zuiden en de Werbeekse Nete in het noorden. Deze stromen in westelijke richting. In het noordoosten ligt het natuurgebied Het Goor met enkele visvijvers.

## Demografie

### Demografische ontwikkeling
- Bronnen:NIS, Opm:1806 tot en met 1981=volkstellingen; 1990 en later= inwonertal op 1 januari

| Inwoners van jaar tot jaar op 1 januari 1992 tot heden | Inwoners van jaar tot jaar op 1 januari 1992 tot heden | Inwoners van jaar tot jaar op 1 januari 1992 tot heden |
| jaar                                                   | Aantal                                                 | Evolutie: 1992=index 100                               |
| ------------------------------------------------------ | ------------------------------------------------------ | ------------------------------------------------------ |
| 1992                                                   | 8.278                                                  | 100,0                                                  |
| 1993                                                   | 8.330                                                  | 100,6                                                  |
| 1994                                                   | 8.355                                                  | 100,9                                                  |
| 1995                                                   | 8.368                                                  | 101,1                                                  |
| 1996                                                   | 8.367                                                  | 101,1                                                  |
| 1997                                                   | 8.423                                                  | 101,8                                                  |
| 1998                                                   | 8.471                                                  | 102,3                                                  |
| 1999                                                   | 8.533                                                  | 103,1                                                  |
| 2000                                                   | 8.545                                                  | 103,2                                                  |
| 2001                                                   | 8.489                                                  | 102,5                                                  |
| 2002                                                   | 8.555                                                  | 103,3                                                  |
| 2003                                                   | 8.607                                                  | 104,0                                                  |
| 2004                                                   | 8.718                                                  | 105,3                                                  |
| 2005                                                   | 8.747                                                  | 105,7                                                  |
| 2006                                                   | 8.773                                                  | 106,0                                                  |
| 2007                                                   | 8.865                                                  | 107,1                                                  |
| 2008                                                   | 8.931                                                  | 107,9                                                  |
| 2009                                                   | 9.049                                                  | 109,3                                                  |
| 2010                                                   | 9.107                                                  | 110,0                                                  |
| 2011                                                   | 9.177                                                  | 110,9                                                  |
| 2012                                                   | 9.231                                                  | 111,5                                                  |
| 2013                                                   | 9.286                                                  | 112,2                                                  |
| 2014                                                   | 9.350                                                  | 112,9                                                  |
| 2015                                                   | 9.400                                                  | 113,6                                                  |
| 2016                                                   | 9.420                                                  | 113,8                                                  |
| 2017                                                   | 9.527                                                  | 115,1                                                  |
| 2018                                                   | 9.540                                                  | 115,2                                                  |
| 2019                                                   | 9.598                                                  | 115,9                                                  |
| 2020                                                   | 9.605                                                  | 116,0                                                  |
| 2021                                                   | 9.659                                                  | 116,7                                                  |
| 2022                                                   | 9.686                                                  | 117,0                                                  |
| 2023                                                   | 9.805                                                  | 118,4                                                  |
| 2024                                                   | 9.892                                                  | 119,5                                                  |
| 2025                                                   | 10,076                                                 | 121,7                                                  |

## Politiek

### Structuur
De gemeente Dessel ligt in het kieskanton Arendonk en het provinciedistrict Turnhout. Deze maken deel uit van het kiesarrondissement Mechelen-Turnhout en de kieskring Antwerpen.
| Dessel           | Dessel           | Supranationaal         | Nationaal                         | Nationaal           | Gemeenschap         | Gewest              | Provincie           | Arrondissement    | Provinciedistrict | Kanton          | Gemeente        |
| ---------------- | ---------------- | ---------------------- | --------------------------------- | ------------------- | ------------------- | ------------------- | ------------------- | ----------------- | ----------------- | --------------- | --------------- |
| Administratief   | Niveau           | Europese Unie          | België                            | België              | Vlaanderen          | Vlaanderen          | Antwerpen           | Turnhout          | Turnhout          | Turnhout        | Dessel          |
| Administratief   | Bestuur          | Europese Commissie     | Belgische regering                | Belgische regering  | Vlaamse regering    | Vlaamse regering    | Deputatie           | Deputatie         | Deputatie         | Deputatie       | Gemeentebestuur |
| Administratief   | Raad             | Europees Parlement     | Kamer van volksvertegenwoordigers | Vlaams Parlement    | Vlaams Parlement    | Vlaams Parlement    | Provincieraad       | Provincieraad     | Provincieraad     | Provincieraad   | Gemeenteraad    |
| Kiesomschrijving | Kiesomschrijving | Nederlands Kiescollege | Kieskring Antwerpen               | Kieskring Antwerpen | Kieskring Antwerpen | Kieskring Antwerpen | Kieskring Antwerpen | Mechelen-Turnhout | Turnhout          | Arendonk        | Dessel          |
| Verkiezing       | Verkiezing       | Europese               | Federale                          | Federale            | Vlaamse             | Vlaamse             | Provincieraads-     | Provincieraads-   | Provincieraads-   | Provincieraads- | Gemeenteraads-  |

### Geschiedenis

#### Lijst van burgemeesters
| Periode | Periode      | Burgemeester                                |
| ------- | ------------ | ------------------------------------------- |
|         | 1800 - 1811  | Arnold Smolders                             |
|         | 1811 - 1833  | Jan Baptist Raeymaeckers                    |
|         | 1834 - 1842  | Petrus Van Hove                             |
|         | 1843 - 1856  | Jan Baptist Smeyers                         |
|         | 1857 - 1876  | Jan Baptist Raeymaeckers                    |
|         | 1876 - 1887  | Jozef Lambert Raeymaeckers                  |
|         | 1887 - 1908  | Joannes Baptista Van Campfort               |
|         | 1908 - 1921  | Auguste Staes                               |
|         | 1921 - 1933  | Jan Van Campfort                            |
|         | 1933 - 1941  | Alfons Smet                                 |
|         | 1941 - 1944  | Hendrik Gilissen (VNV, oorlogsburgemeester) |
|         | 1944 - 1946  | Alfons Claes (waarnemend burgemeester)      |
|         | 1946 - 1959  | Frans Peeters (CVP)                         |
|         | 1959 - 1976  | Jozef Van Hout (CVP)                        |
|         | 1977 - 1982  | Jos Dausy (CVP)                             |
|         | 1983 - 1988  | Hugo Draulans (VU)                          |
|         | 1989 - 1994  | Marc Blancquaert (DESSEL)                   |
|         | 1995 - 2000  | Kris Van Dijck (VU)                         |
|         | 2001 - 2006  | Michel Meeus (CD&V)                         |
|         | 2007 - heden | Kris Van Dijck (N-VA)                       |

#### Legislatuur 1983 - 1988
De SP en de PVV trokken samen naar de kiezer onder de lijst DESSEL, grondleggers van deze krachtenbundeling waren Armand Melis, Marc Deckx en Nand Gijs. VU en CVP vormden samen een meerderheid met 13 op 19 zetels. Burgemeester werd Hugo Draulans (VU).

#### Legislatuur 2007 - 2012
De kartellijst D'82 (sp.a en VLD), een verwijzing naar de verkiezingen van 1982 waarin beide partijen voor de eerste maal de krachten bundelden. was de verliezer van de verkiezingen. Ze zag haar stemmenaantal afnemen met 7,16%, of 2 raadsleden minder. Na de verkiezingen, in maart 2007, kwam het tot een breuk tussen beide partijen en gingen ze beiden op eigen krachten verder. Winnaar van de verkiezingen was nieuwkomer N-VA. De partij behaalde een absolute meerderheid met 51,24%, goed voor 11 raadsleden. De partij boekte zo een winst van 11,88% ten overstaan van het resultaat van de Volksunie bij de verkiezingen van 2000. De CD&V ten slotte kon meer kiezers overtuigen dan bij de vorige verkiezingen (+1,72%), maar zag toch een zetel in de gemeenteraad verloren gaan. Burgemeester werd Kris Van Dijck (N-VA).

#### Legislatuur 2013 - 2018
Open VLD trok deze verkiezingen samen met een aantal onafhankelijke kandidaten naar de stembus onder de naam Dessel & Witgoor (D&W). Burgemeester is Kris Van Dijck van de N-VA. Deze partij heeft de meerderheid met 13 op 21 zetels.

#### Legislatuur 2019 - 2024
Voor de derde keer op rij behaalde N-VA een absolute meerderheid met 11 op 21 zetels. Kris Van Dijck blijft burgemeester.

#### Legislatuur 2024 - 2030
Bij de gemeenteraadsverkiezingen van oktober 2024 trok N-VA in kartel met CD&V naar de stembus. De lijst behaalde een absolute meerderheid van 16 op 21 zetels. Kris Van Dijck (N-VA) bleef burgemeester.

#### Resultaten gemeenteraadsverkiezingen sinds 1976
| Partij of kartel     | Partij of kartel                           | 10-10-1976 | 10-10-1976 | 10-10-1982 | 10-10-1982 | 9-10-1988 | 9-10-1988 | 9-10-1994 | 9-10-1994 | 8-10-2000 | 8-10-2000 | 8-10-2006 | 8-10-2006 | 14-10-2012 | 14-10-2012 | 14-10-2018 | 14-10-2018 | 13-10-2024 | 13-10-2024 |
| Stemmen / Zetels     | Stemmen / Zetels                           | %          | 19         | %          | 19         | %         | 19        | %         | 19        | %         | 19        | %         | 19        | %          | 21         | %          | 21         | %          | 21         |
| -------------------- | ------------------------------------------ | ---------- | ---------- | ---------- | ---------- | --------- | --------- | --------- | --------- | --------- | --------- | --------- | --------- | ---------- | ---------- | ---------- | ---------- | ---------- | ---------- |
|                      | VU1/ VU&ID2/ N-VA3/ N-VA&CD&VD             | 30,341     | 6          | 35,321     | 7          | 28,051    | 5         | 25,851    | 5         | 39,362    | 8         | 51,243    | 11        | 53,383     | 13         | 51,53      | 11         | 66,4D      | 16         |
|                      | CVP1/ CD&V2/ N-VA&CD&VD                    | 46,581     | 10         | 31,881     | 6          | 31,981    | 6         | 33,481    | 7         | 27,881    | 6         | 29,602    | 5         | 22,412     | 5          | 16,72      | 3          | 66,4D      | 16         |
|                      | SP1 / DESSELA / D'82B / samen-sp.a2 / D&WC | 16,881     | 3          | 32,8A      | 6          | 39,96A    | 8         | 36,64A    | 7         | 26,32B    | 5         | 19,16B    | 3         | 10,742     | 1          | 31,8C      | 7          | 23,2C      | 4          |
|                      | V.B.L.1 / DESSELA / D'82B / D&WC           | 6,191      | 0          | 32,8A      | 6          | 39,96A    | 8         | 36,64A    | 7         | 26,32B    | 5         | 19,16B    | 3         | 13,47C     | 2          | 31,8C      | 7          | 23,2C      | 4          |
| Vlaams Belang        | Vlaams Belang                              | -          |            | -          |            | -         |           | -         |           | -         |           | -         |           | -          |            | -          |            | 10,5       | 1          |
| Anderen(*)           | Anderen(*)                                 | -          |            | -          |            | -         |           | 4,04      | 0         | 6,44      | 0         | -         |           | -          |            | -          |            | -          |            |
| Totaal stemmen       | Totaal stemmen                             | 5146       | 5146       | 5599       | 5599       | 5983      | 5983      | 6149      | 6149      | 6288      | 6288      | 6597      | 6597      | 6727       | 6727       | 6874       | 6874       | 4651       | 4651       |
| Opkomst %            | Opkomst %                                  |            |            |            |            | 97,57     | 97,57     | 96,42     | 96,42     | 94,9      | 94,9      | 96,59     | 96,59     | 95,11      | 95,11      | 95,9       | 95,9       | 64,1       | 64,1       |
| Blanco en ongeldig % | Blanco en ongeldig %                       | 4          | 4          | 5,7        | 5,7        | 5,15      | 5,15      | 5,37      | 5,37      | 6,84      | 6,84      | 5,52      | 5,52      | 3,34       | 3,34       | 4,1        | 4,1        | 1,1        | 1,1        |

De rode cijfers naast de gegevens duiden aan onder welke naam de partijen telkens bij een verkiezing opkwamen.

De zetels van de gevormde meerderheid staan vetjes afgedrukt

(*) 1994: Vlaams Blok (4,04%) / 2000: BD (6,44%)

## Cultuur

### Streekproducten
Vroeger werd er door Brouwerij Campina het pilsbier Golding Campina gebrouwen in Dessel. Het bier wordt momenteel nog gebrouwen door Alken-Maes en is enkel nog op vaten te verkrijgen. De gebouwen zijn opgekocht door de gemeente en omgevormd tot administratief centrum 'De Plaetse'.

### Televisieserie
In Dessel is er ook de televisieserie Van vlees en bloed opgenomen. Deze serie werd een enorm succes op de Belgische televisie.

### Evenementen
Dessel is vooral bekend vanwege het jaarlijkse metalfestival, Graspop Metal Meeting. Het meerdaagse festival wordt bezocht door tienduizenden metalheads uit binnen- en buitenland.
- Heksenproces: In 1950 vond in Dessel het laatste heksenproces in België plaats. Zij het dat niemand aangeklaagd werd voor hekserij. Dorpelingen beschuldigden Maria Minnen zwarte magie te bedrijven. De vrouw stapte zelf naar de rechtbank met een aanklacht wegens laster en eerroof jegens haar buurvrouw, de kerkmeester en haar tante. De drie werden veroordeeld door de rechtbank van Arendonk op 23 juni 1950 tot geldboetes en een schadevergoeding.

## Economie
Dessel is vooral gekend door de nucleaire industrie, zoals Belgoprocess, FBFC en Belgonucleaire. Daarnaast is er ook andere bedrijvigheid zoals zandwinning (Sibelco), putboringen en wegenbouw.

## Sport
- Dessel heeft twee grote voetbalclubs: KFC Dessel Sport en Witgoor Sport Dessel.
- BMX-circuit: het JOEL SMETS BMX circuit Dessel.
- Volleybal : Spinley Dessel Volleyteam

## Bekende Desselaars

### Geboren in Dessel
- Valerius Andreas (1588 - 1655), historicus en rector Universiteit Leuven
- Joannes Van Campfort (1825 - 1909), politicus
- Auguste Staes (1858 - 1941), politicus
- Martin Verbeeck (1882 - 1959), industrieel, oprichter van o.a. de cementfabrieken CBR in België en de ENCI in Nederland
- Karel Ooms (1845-1900), schilder
- Hugo Draulans (1934-2022), politicus en tandarts
- Marilou Mermans (1944), actrice

### Wonen(de) te Dessel
- Alfons Smet (1876 - 1941), ondernemer en politicus
- Dirk Draulans (1956), bioloog
- Flor Van Noppen (1956 - 2014), politicus
- Joël Smets (1969), motorcrosser
- Patrick Goots (1966), voetballer
- Kris Van Dijck (1963), politicus
- Tijs Vanneste (1979), zanger (Jef Van Echelpoel)
- Rob Teuwen (1987), acteur

## Nabijgelegen kernen
Retie, Witgoor, Donk